# Elmira (Île-du-Prince-Édouard)
Pour les articles homonymes, voir Elmira.
Elmira est une communauté de l'Île-du-Prince-Édouard au Canada. Elle est située dans le Lot 47 du comté de Kings, au nord-est de Souris. 
S'y trouve des retransmetteurs de CBC Television, CBCT (TV) et CBC Radio One, CBCT-FM, pour desservir l'est de l'Île-du-Prince-Édouard. 

## Histoire
Elmira (colonie) fut inscrit dans les Noms de lieux de l'IPE, 1925. Confirmé le 7 janvier 1947. Son statut changea pour hameau sur Gazetteer, 1960. Son statut changea pour communauté rurale compacte sur Gazetteer, 1973. Son statut changea pour localité quand Elmira devint une partie de la communauté de Eastern Kings en 1974.
Son nom changea de Portage en 1872 pour Elmira d'après Elmira (New York) à la suggestion de George B. McEachern, instituteur.

## Parc d'éoliennes
Un parc éolien est situé à Souris-Elmira, le Eastern Kings Wind Farm. Il fut achevé le 22 janvier 2007 pour la PEI Energy Corporation.
Le parc comprend dix turbines Vestas V90 3 MW. La production annuelle sera de 90-95 millions kilowatts-heures. Comme une maison moyenne utilise environ 8 000 kilowatts-heures d'électricité annuellement, alors le parc éolien produira assez d'électricité pour alimenter environ 12 000 foyers.
Le Eastern Kings Wind Farm fournira environ 7,5 % de l'électricité de l'Île-du-Prince-Édouard. Le capital investi dans le projet est d'environ 47 millions $.